# Самотня жінка бажає познайомитися
«Самотня жінка бажає познайомитися» — радянський художній фільм, знятий на Кіностудії ім. О. Довженка режисером В'ячеславом Криштофовичем у 1986 році.

## Сюжет
Клавдії виповнилося 43 роки, але вона все ще самотня. Настає день, коли вона зважується на відчайдушний крок і розвішує по місту оголошення «Самотня жінка бажає познайомитися з добропорядним чоловіком». На цей, дещо наївний, заклик відгукується зовсім не той чоловік,  на якого вона чекала. Це Валентин, що відчуває життєві труднощі, полюбляє випити, ввічливий колишній цирковий артист на інвалідності, без роботи і житла. Під впливом колег і начальниці вона відмовилася від нього і незабаром пошкодувала про це, але втратила його назавжди.

## У ролях
- Ірина Купченко —  Клавдія Петрівна Почукаєва
- Олександр Збруєв —  Валентин Спиридонов
- Олена Соловей —  Герра Микитівна, сусідка Клави
- Маріанна Вертинська —  Анна Воробйова, подруга Клави
- Валерій Шептекита —  Касьянов, друг Валентина
- Людмила Волкова —  колишня дружина Валентина
- Маргарита Криницина —  завідувачка ательє (начальниця Клавдії)
- Ірина Терещенко —  працівниця ательє
- Неоніла Гнеповська —  закрійниця
- Аліція Омельчук —  приймальниця в ательє

## Знімальна група
- Автор сценарію:  Віктор Мережко
- Режисер:  В'ячеслав Криштофович
- Оператор:  Василь Трушковський
- Композитор:  Вадим Храпачов
- Художник:  Олексій Левченко